# Про правонаступництво України
Про правонаступництво України — ключовий юридичний документ (N 1543-XII), який відіграв особливо важливу роль у перехідний період України після розпаду Радянського Союзу. Закон був прийнятий Верховною Радою 12 вересня 1991 р. і складався з дев'яти статей. Закон набрав чинності 5 жовтня 1991 року.

## Склад
- Стаття 1. З моменту проголошення незалежності України верховною державною владою в Україні є Верховна Рада України (Парламент України) у депутатському складі Верховної Ради Української РСР.
- Стаття 2. До прийняття нової Конституції України на території України діє Конституція (Основний Закон) Української РСР.
- Стаття 3. Закони Української РСР та інші акти, прийняті Верховною Радою Української РСР, діють на території України, якщо не суперечать законам України, прийнятим після проголошення незалежності України.
- Стаття 4. Державні органи та відомства, прокуратури, суди та третейські суди, які були сформовані на основі Конституції УРСР, діють в Україні до створення державних органів та відомств, прокуратур, судів та третейських судів на основі нової конституції.
- Стаття 5. Державний кордон СРСР, що відокремлює територію України від інших країн та кордон між Українською РСР та Білоруською РСР, РРФСР, Молдовою 16 липня 1990 року є державним кордоном України.
- Стаття 6. Україна підтверджує свої зобов'язання за міжнародними договорами, підписаними Українською РСР до оголошення незалежності України.
- Стаття 7. Україна є правонаступницею прав та обов'язків за міжнародними договорами СРСР, які не суперечать Конституції України та інтересам республіки.
- Стаття 8. Україна дає згоду на обслуговування зовнішнього боргу СРСР 16 липня 1990 року в тій частині, яка визначена окремим міжнародним договором. Україна не зобов'язана надавати кредитні контракти та угоди, які СРСР уклав після 1 липня 1991 року, без згоди України.
- Стаття 9. Усі громадяни СРСР, які на момент проголошення незалежності України постійно проживали на території України, є громадянами України. Україна гарантує забезпечення прав людини кожному громадянину України, незалежно від національності та інших факторів відповідно до міжнародно-правових актів про права людини. Порядок збереження, набуття та втрати громадянства України регулюється Законом «Про громадянство України».